# Vertrag von Kleve
Der Vertrag von Kleve, auch Teilungsvertrag von Kleve oder Erbvergleich zu Kleve, wurde am 9. September 1666 in Kleve zwischen dem Herzog von Pfalz-Neuburg und dem Kurfürsten von Brandenburg geschlossen. Mit diesem Vertrag versuchten beide Seiten den Jülich-Klevischen Erbfolgestreit zu beenden.
An den Kurfürsten Friedrich Wilhelm fielen mit diesem Vergleich das Herzogtum Kleve und die Grafschaften Mark und Ravensberg; an den Pfalzgrafen Philipp Wilhelm die Herzogtümer Jülich und Berg sowie die kleinen flandrischen Herrschaften Wijnendale westlich von Gent und Breskesand auf der äußersten südwestlichen Scheldeinsel. Der Besitz der Herrschaft Ravenstein, auf die beide Seiten weiterhin Ansprüche erhoben, sollte später einvernehmlich festgestellt werden.
Mit der Grafschaft Mark erhielt Kurbrandenburg auch die Stadt Soest mit der Börde sowie die Hälfte von Lippstadt. Außerdem kam mit der Grafschaft Ravensberg die Stadt Herford, aber ohne das Stift Herford, endgültig an den Kurfürsten von Brandenburg. Noch 1631 wurden Herford vom Reichskammergericht die Rechte einer Freien Reichsstadt zuerkannt. Der Kurfürst widersprach dieser Entscheidung und nahm die Stadt 1647 mit Waffengewalt in Besitz.
Insgesamt wurde aber wegen aller Länder und Ansprüche aus der jülich-kleve-bergischen Erbschaft eine Art fortgesetzter Erbengemeinschaft gebildet und die beiden vertragschließenden Parteien erkannten ihre wechselseitigen Erbansprüche an; weiterhin wurde vereinbart, dass beide Parteien alle Titel und Wappen des jülich-klevischen Hauses zu führen berechtigt seien.
Eine Übereinkunft wegen Ravenstein wurde 1671 geschlossen. Brandenburg trat nach Erhalt einer Zahlung von 50.000 Talern die Herrschaft vollständig an Pfalz-Neuburg ab, behielt sich aber das Recht der Nachfolge, nach Erlöschen der männlichen Neuburger Linie, vor.
Erst 1678 bestätigte Kaiser Leopold die Verträge; Protest erhoben lediglich Kursachsen wegen Übergehung der kursächsischen Ansprüche an das jülich-klevische Erbe und der Kurfürst von Köln.
Der Vertrag traf keine Regelung hinsichtlich der jülich-klevischen Stimme im Reichsfürstenrat, so dass diese weiterhin – und bis 1803 – ruhte.
Die Herrschaft Ravenstein fiel 1742, nach dem Aussterben der Neuburger Kurlinie, an die neue Sulzbacher Kurlinie. Die Herrschaft war kein Reichslehen, sondern stand unter der Hoheit der Generalstaaten.